# Memórias Anos 80 & 90 - Ao Vivo
Memórias Anos 90 & 80 - Ao Vivo é o quinto álbum ao vivo da dupla sertaneja César Menotti & Fabiano, lançado em 19 de março de 2015 pela Som Livre. Devido ao sucesso de vendas do álbum anterior, superior a 100 mil cópias, e a grande receptividade do público, a dupla gravou o DVD, eternizando os grandes clássicos do gênero das duas décadas em versões ao vivo. A gravação aconteceu no Villa Country, em São Paulo, no dia 18 de novembro de 2014.

## Antecedentes e gravação
Em entrevista exclusiva ao portal Paranaíba FM, os dois contam que optaram por canções que marcaram suas vidas. "Nós buscamos músicas que foram importantes para nós e para a música sertaneja, evitando os grandes hits que todo mundo já havia regravado", explicou César.
O CD e DVD Memórias dos anos 80 & 90 também teve o intuito de resgatar nomes e canções, e assim, mostrar a esta geração o quão rica é a música sertaneja. Foram canções que embalaram a infância dos irmãos César Menotti e Fabiano. "Aprendemos a cantar com estas músicas, este trabalho sempre esteve em nossos planos e ficamos muito felizes pelo resultado, além de nossas expectativas", conclui Fabiano.
O repertório do CD e DVD não têm participações especiais, para ficar o mais fiel possível ao original. A dupla buscou na simplicidade a retomada de elementos cenográficos, sobrepondo-se a tecnologia. "A moda sertaneja sempre foi simples, a tecnologia veio com o tempo, mas nunca irá superar a essência da música raiz", finaliza César Menotti. A escolha do local de lançamento do DVD também foi decidida na mesma época. O Villa Country apareceu quase que imediatamente, por já ter recebido shows como o "Clássicos sertanejos" e por abrir espaço para o público jovem conhecer nomes que fazem parte da história do gênero.

## Lista de Faixas
| DVD            |                                                         |                                                   |         |  |
| N.º            | Título                                                  | Compositor(es)                                    | Duração |  |
| 1.             | "Abertura / Talismã"                                    | Michael Sullivan Paulo Massadas                   | 5:22    |  |
| 2.             | "Hoje Eu Sei / Preciso Te Encontrar"                    | Rick, Alexandre / J. Marques, Ivone Ribeiro       | 3:22    |  |
| 3.             | "Vontade Dividida"                                      | José Raimundo Ronery                              | 3:35    |  |
| 4.             | "No Rancho Fundo"                                       | Ary Barroso Lamartine Babo                        | 3:58    |  |
| 5.             | "De Igual Pra Igual"                                    | Roberta Miranda Matogrosso                        | 3:05    |  |
| 6.             | "Sonhei Com Você"                                       | José Rico Vicente Dias                            | 4:06    |  |
| 7.             | "Deixa Eu Te Amar, Por Favor"                           | Fátima Leão Felipe                                | 3:28    |  |
| 8.             | "Liguei Pra Dizer Que Te Amo"                           | J.A. Longo Aladim Mont'alve                       | 3:30    |  |
| 9.             | "Leão Domado"                                           | Adir Paiva Antônio José                           | 2:55    |  |
| 10.            | "Nuvem de Lágrimas"                                     | Paulo Debétio Paulinho Rezende                    | 3:49    |  |
| 11.            | "Espinhos da Vida / Pedaço de Minha Vida"               | Matogrosso, J.K. Filho / Mathias, Nascimento      | 3:12    |  |
| 12.            | "Chora Peito / Ausência"                                | [a]                                               | 3:38    |  |
| 13.            | "Tranque a Porta e Me Beija / Amor Rebelde"             | F. Leão, Zezé Di Camargo / Adãozito, José Barreto | 2:55    |  |
| 14.            | "Solidão"                                               | Z. Camargo                                        | 3:34    |  |
| 15.            | "Fim de Noite"                                          | Antônio Navarro Gomes Compadre Lima Juliano       | 3:57    |  |
| 16.            | "Faz Ela Feliz"                                         | Maracaí Joel Marques                              | 3:07    |  |
| 17.            | "Me Mata de Uma Vez"                                    | Ronaldo Adriano Neno Nilza Carvalho               | 2:27    |  |
| 18.            | "Seu Amor Ainda é Tudo / Ainda Ontem Chorei de Saudade" | Moacyr Franco[a]                                  | 3:11    |  |
| 19.            | "Brincar de Ser Feliz"                                  | Maria da Paz Nino                                 | 2:45    |  |
| 20.            | "O Último Julgamento"                                   | Léo Canhoto                                       | 3:42    |  |
| 21.            | "Um Sonhador"                                           | Piska César Augusto                               | 2:48    |  |
| 22.            | "Esperando Você Chegar / São Tantas Coisas"             | R. Miranda[a]                                     | 3:22    |  |
| 23.            | "Não Aprendi a Dizer Adeus / Encerramento"              | J. Marques                                        | 3:15    |  |
| Duração total: | Duração total:                                          | Duração total:                                    | 79:03   |  |

| CD             |                                                         |         |  |
| N.º            | Título                                                  | Duração |  |
| 1.             | "Talismã"                                               | 3:38    |  |
| 2.             | "Vontade Dividida"                                      | 3:35    |  |
| 3.             | "De Igual Pra Igual"                                    | 3:05    |  |
| 4.             | "Liguei Pra Dizer Que Te Amo"                           | 3:30    |  |
| 5.             | "Nuvem de Lágrimas"                                     | 3:49    |  |
| 6.             | "Espinhos da Vida / Pedaço de Minha Vida"               | 3:12    |  |
| 7.             | "Chora Peito / Ausência"                                | 3:38    |  |
| 8.             | "Tranque a Porta e Me Beija / Amor Rebelde"             | 2:55    |  |
| 9.             | "Solidão"                                               | 3:34    |  |
| 10.            | "Fim de Noite"                                          | 3:57    |  |
| 11.            | "Faz Ela Feliz"                                         | 3:07    |  |
| 12.            | "Seu Amor Ainda é Tudo / Ainda Ontem Chorei de Saudade" | 3:11    |  |
| 13.            | "Um Sonhador"                                           | 2:48    |  |
| 14.            | "Não Aprendi a Dizer Adeus"                             | 3:15    |  |
| Duração total: | Duração total:                                          | 47:14   |  |

Nota
- ↑[a] Indica mesmos compositores para as canções